# Ecoempreendedorismo
Ecoempreendedorismo é uma composição das palavras “eco”, do grego "oikos", que significa casa, e empreendedorismo. Ou seja, é uma palavra que define o empreendedorismo com preocupações do ambiente em que vivemos. Ecoempreendedorismo é considerado um dos pilares para o empreendedorismo sustentável e, dependendo da área de atuação do empreendimento, pode até ser o pilar principal.
Nas palavras do professor Clóvis Nobre de Miranda: “Nesse sentido a ação do empreendedor interfere necessariamente na ‘teia da vida’ – na dinâmica biofísica, nos valores e ideias, no tecido social. Consequentemente, ele deve estar consciente do equilíbrio dinâmico do meio onde está agindo que em última análise é todo o planeta terra. Isto lhe confere uma responsabilidade ética. Ele deve ser um eco-empreendedor. [...] O eco-empreendedor é imprescindível no processo de recuperação do equilíbrio ambiental. O eco-empreendedorismo nada mais é do que transformar, inovar atendendo aos princípios básicos do socialmente justo; ambientalmente correto e economicamente viável”.
Ainda que a importância do empreendedorismo ecológico seja de conhecimento pela grande parcela de empreendedores, muitos deles ainda não sabem ou não conseguem aplicar no cotidiano de suas empresas, ficando claro que o governo tem um grande papel em trabalhar em incentivos e subsídios para o ecoempreendedorismo se tornar uma realidade próspera.
Globalmente, a consciência ambiental está crescendo e, por isso, cada vez mais pessoas buscam por produtos verdes. Segundo uma pesquisa da empresa de consultoria inglesa Mintel, 68% dos americanos procuram por produtos ecologicamente corretos com frequência.
Segundo Glenn Croston, autor de Starting Green – From Business Plan to profits, "estamos na era Verde 3.0, em que os negócios verdes já se tornam comuns, e estamos caminhando para a era Verde 4.0, quando o verde já está presente em todos os negócios e for um pré-requisito para haver competitividade entre as empresas".

## Ecoempreendedorismo no mundo
Uma das mais antigas e principais formas de incentivo para o ecoempreendedorismo é a criaçāo do PNUMA (Programa das Nações Unidas para o Meio Ambiente) no ano de 1972 em Nairóbi, Quênia. O PNUMA tem como papel principal promover o meio ambiente e fazer o uso eficiente de recursos nas empresas fazendo investimentos em tecnologias verdes. Isso se dá com a valorização e divulgação dos serviços ecologicamente corretos e definir políticas e indicadores que ajudem a transformação para empreendimentos verdes. Contando com escritórios regionais espalhados pelo mundo, o PNUMA consegue parcerias nos setores governamentais, não-governamentais, acadêmicos e privados para realizar programas sustentáveis.
Globalmente, além do PNUMA, existe também a busca pela certificação ISO 14001 que certifica uma empresa que respeita o meio ambiente, criada em 1996.
Em Portugal, existe uma entidade privada chamada Sociedade Ponto Verde, que traz iniciativas, informações, dicas, tutoriais, notícias e muitas outras coisas sobre empreendedorismo ambiental.

## Ecoempreendedorismo no Brasil
No Brasil, o ecoempreendedorismo está ganhando bastante força porque os jovens empreendedores estão se formando cada vez mais com consciência ambiental, já que a fauna e a flora brasileira, que são conhecidas como uma das mais ricas do mundo, estão correndo perigo e se tornando cada vez mais escassas.
O Brasil tem um escritório no PNUMA em Brasília, inaugurado em 2004, que busca cada vez mais elaborar programas para empreendimentos ecológicos e promovendo de forma mais intensa a participação de especialistas e instituições brasileiras em fóruns e iniciativas internacionais.
Hoje em dia, até artistas e celebridades estão apostando no mercado verde, tanto para melhorar sua imagem perante o público, mas também apostando no sucesso do empreendimento.

## Tendências para o mercado do ecoempreendedorismo
O mercado para os ecoempreendimentos é bastante otimista. Segundo a ONU, ele triplicará em 2020, podendo chegar a US$ 2,2 trilhões, tornando-se um dos seis mercados mais promissores. Dentre eles, recebe grande destaque o setor de bebidas orgânicas, no qual estima-se um crescimento de 100% entre 2013 e 2015, chegando a US$ 105 bilhões. O setor de energias renováveis, no Brasil, também está ganhando grande destaque por causa do biocombustível da cana-de-açúcar, dos cata-ventos na Região Nordeste e das grandes feiras de energia solar que a cada ano atraem mais visitantes.
Outro setor de alta importância é o ecoturismo. Esse tipo de turismo é mais inovador e está recebendo uma atenção grande dos turistas. Segundo dados da Organização Mundial de Turismo, este setor cresce mais de 20% ao ano, enquanto o turismo tradicional cresce 7,5%.
Nas indústrias, é cada vez mais comum a busca do certificado ISO 14001 para se adequar às normas para o meio ambiente não só na confecção de novos produtos, mas também no fornecimento de matéria-prima.
Dadas essas expectativas, fica bastante tentador aos investidores para começarem a procurar por iniciativas sustentáveis e ecológicas.